# Oldřich Lajsek
 (octobre 2016).
Oldřich Lajsek (prononciation tchèque lai-sek) (8 février 1925 – 2 octobre 2001) fut peintre, designer, artiste graphique et professeur d’arts plastiques. Il devint membre de l’Union des Artistes Créatifs Tchécoslovaques en 1954. Il fut à la tête de l’association artistique « Le Groupe des Huit Artistes ». En 1985, il fut décoré des honneurs nationaux pour « Travail Excellent ». Il créa au cours de sa vie environ 3000 productions, dont plus de 1800 appartiennent à des collections privées.

## Biographie
Lajsek est né le 8 février 1925 à Křesetice, un village près de Kutná Hora dans la Bohême (Tchécoslovaquie) dans une famille de commerçants. En 1944, il obtint un diplôme dans une  haute école de machinerie industrielle à Kutná Hora. Pendant la Seconde Guerre Mondiale, il s’engagea dans une organisation résistante nommée « Le Coup de Poing » avec laquelle il combattait l’occupation nazie de la Tchécoslovaquie. Après la Seconde Guerre Mondiale, il déménagea à Prague, Tchécoslovaquie, où il étudia à l’Université Charles. C’est à cette période que Lajsek découvrit son talent d’artiste. Il obtint son diplôme en 1950. En 1966, il obtint également un diplôme en économie. Il travailla ensuite comme enseignant. Il fut alors professeur de l’École d’Arts Appliqués de Prague au début de l’année 1955. 
Lajsek connu le succès relativement tôt. En 1955, il fut accepté dans la société Štursa et plus tard, dans le Centre VI. Il prit part à un concours pour la rénovation des bâtiments du Théâtre National de Prague. À partir de 1954, il fut membre de l’Union des Artistes Créatifs Tchécoslovaques. En 1960, il créa et dirigea l’organisation artistique « Le Groupe des Huit Artistes ». Les principaux objectifs de cette association étaient d’introduire des évènements artistiques et pédagogiques à la campagne et de chercher de nouveaux endroits pour présenter diverses expositions. En 1985, il fut décore des honneurs nationaux par le Président de la République tchèque pour « Travail Excellent ». Il est mort à l’âge de 76 ans le 2 octobre 2001 à Prague, République tchèque.

## Peinture
Sa production artistique fut très variée. Il s’est adonné à la peinture abstraite, au réalisme, au surréalisme, etc. Cependant, ses peintures les plus connues sont celles des paysages. Dans ce domaine, il fut l’un des peintres les plus célèbres de son temps en Tchécoslovaquie. Il fut inspiré par sa propre région de la Bohême Centrale ou par les rues de Prague, mais aussi par ses voyages à l’étranger, en Grèce ou en Yougoslavie.

## Œuvres célèbres

### Peintures de paysages
- Hořící Lidice (Village de Lidice en flammes), 1974
- Ze Stanice metra (Depuis la Station de Métro), 1982
- Akropolis (Acropolis), 1983
- Červená krajina (Un Paysage Rouge), 1985
- Jaro, Léto, Podzim, Zima (Le Printemps, L’Eté, L’Automne, L’Hiver) (ensemble de peintures), 1985

### Peintures abstraites
- Bílá (Du Blanc), 1957
- Zrcadlo (Le Miroir), 1962
- Modrá (Du Bleu), 1963

### Réalisme
- Ráno v Praze (Un matin à Prague), 1983
- Slunečnice (Tournesols), 1971

### Surréalisme
- Smutek (Chagrin), 1959.

## Littérature
- Boučková, J.: Nové tendence v tvorbě mladých českých výtvarníků. Pardubice: Východočeská galerie v Pardubicích, 1968.
- Boučková, J.: Soudobá česká krajina. Pardubice: Východočeská galerie v Pardubicích, 1968.
- Hlaváček, J.: 8 výtvarníků. Galerie ČFVU – Purkyně. Praha: Český fond výtvarných umění, 1960, F 151350.
- Vinter, V.: Krajiny Oldřicha Lajska. Květy, 5. 2. 1987, str. 46-47,  (ISSN 0023-5849).
- Vinter, V.: Oldřich Lajsek. Praha: Svaz českých výtvarných umělců, 1986.
- Štorkán, K.: Oldřich Lajsek – obrazy. Praha: Podnik českého fondu výtvarných umění, 1981.